# Lipscomb (Alabama)
Lipscomb é uma cidade localizada no estado americano do Alabama, no Condado de Jefferson.

## Demografia
Segundo o censo americano de 2000, a sua população era de 2458 habitantes.
Em 2006, foi estimada uma população de 2288, um decréscimo de 170 (-6.9%).

## Geografia
De acordo com o United States Census Bureau tem uma área de 2,9 km², sem área coberta por água.

## Localidades na vizinhança
O diagrama seguinte representa as localidades num raio de 16 km ao redor de Lipscomb.